# Classes préparatoires aux grandes écoles
De classes préparatoires aux grandes écoles (CPGE, ook wel classes préparatoires of in de spreektaal prépas) zijn scholen in Frankrijk die leerlingen voorbereiden op de selectieve toelatingsexamens (concours) van grandes écoles. Leerlingen kunnen toegelaten worden tot de prépas na afronding van het baccalauréat, het Franse eindexamen. De typische studieduur is normaal gesproken twee of drie jaar. De classes préparatoires verlenen geen diploma's: leerlingen die niet tot een grande école worden toegelaten kunnen echter vaak hun studie voortzetten aan een universiteit.  
Binnen het systeem van de classes préparatoires bestaan verschillende studierichtingen. De classes préparatoires scientifiques concentreren zich op exacte vakken, zoals wiskunde, natuurkunde en scheikunde, en bereiden leerlingen hoofdzakelijk voor op de selectieve toelatingsexamens van ingenieursscholen, zoals de École polytechnique, de École des Mines of de École nationale des ponts et chaussées. Een tweede richting (littéraire) behelst vooral letterkunde en richt zich op toelating tot onder meer de École normale supérieure en de École des chartes. Tot slot volgt een belangrijk deel van de leerlingen een economische richting: zij bereiden zich voor op business schools als HEC, ESCP Europe en ESSEC.